# Mucronella flava
Mucronella flava är en svampart som beskrevs av Corner 1953. Mucronella flava ingår i släktet Mucronella och familjen fingersvampar.  Artens status i Sverige är: Ej påträffad. Inga underarter finns listade i Catalogue of Life.

## Bildgalleri

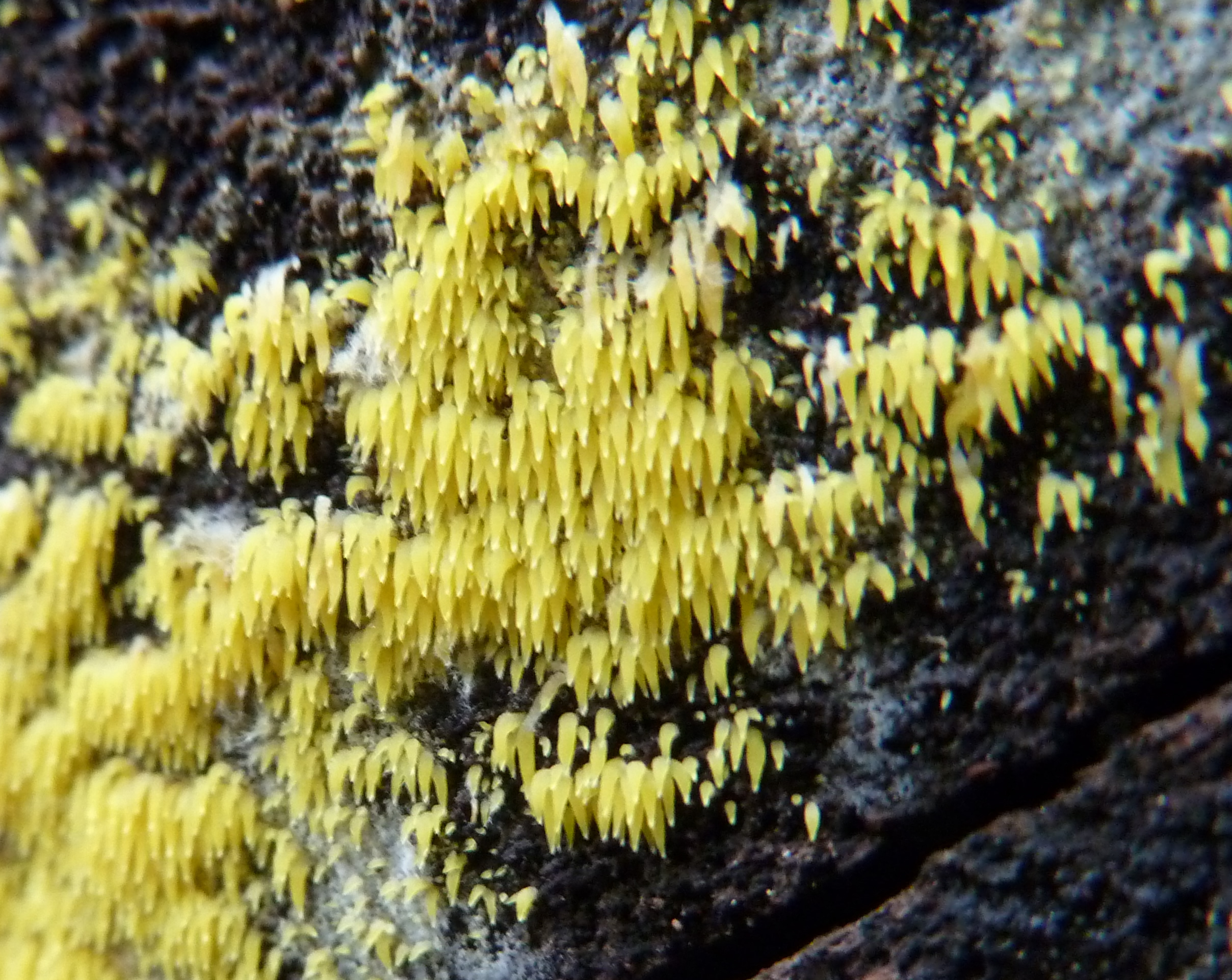